# 斯萊特 (科羅拉多州)
斯萊特（英語：Slater）是位於美國科羅拉多州莫弗特縣的一個非建制地區。該地的面積和人口皆未知。

## 地理
斯萊特的座標為40°55′27″N 108°28′57″W / 40.92417°N 108.48250°W，而該地的平均海拔高度為2363米（即7753英尺）。